# Clarence MacGregor

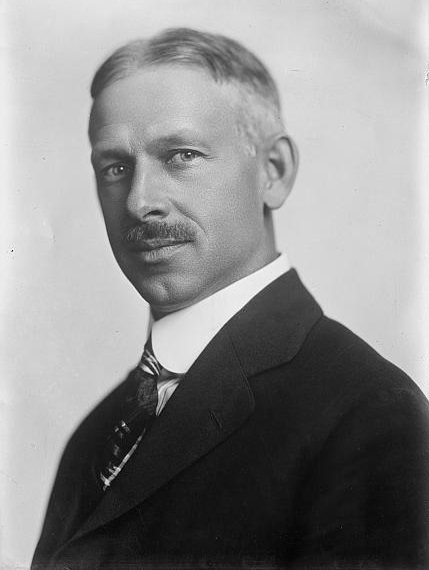
Clarence MacGregor

Clarence MacGregor (* 16. September 1872 in Newark, Wayne County, New York; † 18. Februar 1952 in Buffalo, New York) war ein US-amerikanischer Jurist, Politiker der Republikanischen Partei und langjähriges Mitglied im Repräsentantenhaus der Vereinigten Staaten für den Bundesstaat New York.

## Leben
Nach dem Besuch öffentlicher Schulen in Gloversville, Auburn und Buffalo sowie dem Abschluss des Hartwick Seminary in Otsego County besuchte er zwischen 1893 und 1895 einen Sonderkurs an der University of Rochester. Nach der anwaltlichen Zulassung ließ er sich 1897 als Rechtsanwalt in Buffalo nieder.
Daneben begann er 1908 seine politische Laufbahn mit der Wahl zum Abgeordneten der New York State Assembly, der er bis 1912 angehörte. Am 4. März 1919 wurde er erstmals als Kandidat der Republikaner Mitglied im US-Repräsentantenhaus und gehörte diesem nach vier Wiederwahlen bis zu seinem Rücktritt am 31. Dezember 1928 an. Während dieser Zeit war er zwischen 1923 und 1938 Vorsitzender des Ausschusses für Konten (US Committee on Accounts).
Im Anschluss wurde er Richter am Obersten Gerichtshof des Staates New York, dem Supreme Court of the State of New York, und war dort vierzehn Jahre lang bis zu seinem Rücktritt am 31. Dezember 1942 tätig. Im Anschluss war er vom 7. Januar 1943 bis zu seinem Tod als vom Obersten Gerichtshof New Yorks öffentlich bestellter Schiedsmann tätig.